# Sedthawut Anusit
Sedthawut Anusit (tiếng Thái: เสฎฐวุฒิ อนุสิทธิ์, phiên âm: Xét-tha-vút A-nu-xít, sinh ngày 20 tháng 2 năm 1997) còn có nghệ danh là Tou (tiếng Thái: ตั้ว, đọc là Tua), là một diễn viên và người mẫu người Thái Lan. Anh được biết đến qua vai diễn Thee trong phim Tuổi nổi loạn (2013–2015).

## Tiểu sử và học vấn
Sedthawut Anusit sinh ngày 20 tháng 2 năm 1997 tại Băng Cốc, Thái Lan.
Anh tốt nghiệp khoa Luật trường Đại học Srinakharinwirot.

## Sự nghiệp
Tou bước chân vào làng giải trí từ năm 14 tuổi, bắt đầu với công việc chụp hình quảng cáo.
Năm 2012, Tou ra mắt với vai trò diễn viên trong bộ phim điện ảnh Virgin Am I.
Năm 2013, Tou trở nên nổi tiếng sau vai diễn Thee trong phim truyền hình đình đám Tuổi nổi loạn. Kể từ đó, anh hoạt động dưới sự quản lý của công ty Nadao Bangkok.
Năm 2017, Tou đóng vai Akin trong phim Bangkok Rak Stories: Please của đài GMM 25. Cùng năm, anh góp mặt trong bộ phim điện ảnh School Tales đóng cặp với nữ diễn viên Ranida Techasit.
Năm 2018, Tou tham gia 3 phim truyền hình của đài One 31 là Muang Maya Live The Series: Game Gon Maya, Mặt nạ thủy tinh và Cuộc chiến Producer.

## Các phim đã tham gia

### Phim điện ảnh
| Năm  | Tên gốc      | Vai  | Đóng với        |
| ---- | ------------ | ---- | --------------- |
| 2012 | Virgin Am I  | Bank |                 |
| 2017 | School Tales | Ome  | Ranida Techasit |

### Phim truyền hình
| Năm  | Tên gốc                                   | Tên tiếng Việt        | Vai                           | Đài                 |
| ---- | ----------------------------------------- | --------------------- | ----------------------------- | ------------------- |
| 2013 | Hormones The Series 1                     | Tuổi nổi loạn 1       | Thee Thatkamjon               | One 31 / GTH On Air |
| 2014 | Hormones The Series 2                     | Tuổi nổi loạn 2       | Thee Thatkamjon               | One 31 / GTH On Air |
| 2015 | Hormones The Series 3                     | Tuổi nổi loạn 3       | Thee Thatkamjon               | One 31 / GTH On Air |
| 2017 | Bangkok Rak Stories: Please               |                       | Akin                          | GMM 25              |
| 2018 | Muang Maya Live The Series: Game Gon Maya |                       | Thatpol / "Lee"               | One 31              |
| 2018 | It's Complicated                          |                       | Meng                          | LINE TV             |
| 2018 | Nakark Kaew                               | Mặt nạ thủy tinh      | Petch Dechalertpiphat (Petch) | One 31              |
| 2018 | Songkram Nak Pun                          | Cuộc chiến Producer   | Jin                           | One 31              |
| 2019 | Songkram Nak Pun 2                        | Cuộc chiến Producer 2 | Jin                           | One 31              |
| 2020 | Bpai Hai Teung Duang Dao                  | Vươn tới những vì sao | Euro                          | One 31              |
| 2020 | Quarantine Stories                        |                       | Tueng                         | GMM 25              |
| 2020 | Prom Pissawat                             | Định mệnh trái ngang  | Tam                           | CH7                 |
| 2021 | Debt Therapy                              |                       | It                            | CH3                 |
| 2023 | 23:23                                     | 23:23                 | Time                          | True4U              |
| 2023 | Thank You Teacher                         | Cảm ơn thầy           | Yong                          | TrueID              |
| TBA  | Mystique in the Mirror                    | TBA                   | Alan                          | TBA                 |

## Âm nhạc

### Xuất hiện trong MV
| Tên bài hát            | Ca sĩ                |
| ---------------------- | -------------------- |
| "แตกต่างเหมือนกัน"        | Getsunova            |
| "ความทรงจำของคนชั่วคราว" | ป๊อบ ปองกูล            |
| "ฟิน"                   | 25 hours             |
| "อาบน้ำร้อน"             | บิ๊กแอส                |
| "สุดสุดไปเลย"            | ปันปัน เต็มฟ้า           |
| "ระหว่างเราสองคน"       | เอ๊ะ จิรากร            |
| "รู้และเข้าใจ"            | Crescendo            |
| "ถึงเวลา..Wake"         | นิภาภรณ์ ฐิติธนการ (ซานิ) |
| "ไม่ปล่อยมือ"             | อัสนี โชติกุล            |

### Concert
- "STAR THEQUE" GTH 11 Years of Light (2015)

## Giải thưởng
| Năm  | Giải thưởng                           | Kết quả   |
| ---- | ------------------------------------- | --------- |
| 2014 | Seventeen choice best on-scene couple | Đoạt giải |